# Urraca van Castilië (1187-1220)
Urraca van Castilië (28 mei 1187 - Coimbra, 3 november 1220) was van 1211 tot aan haar dood koningin-gemalin van Portugal. Ze behoorde tot het huis Ivrea. 

## Levensloop
Urraca was de dochter van koning Alfons VIII van Castilië en diens echtgenote Eleonora, dochter van koning Hendrik II van Engeland. 
Oorspronkelijk werd Urraca beschouwd als mogelijke bruid voor de toekomstige koning Lodewijk VIII van Frankrijk, maar uiteindelijk huwde ze in 1206 met de latere koning Alfons II van Portugal.
In 1211 volgde Alfons II zijn vader Sancho I op als koning van Portugal en werd Urraca koningin-gemalin. In 1214 stelde Alfons Urraca aan als regent indien zijn kinderen nog minderjarig zouden zijn bij zijn dood. Als koningin oefende Urraca politieke invloed uit en stichtte ze de Portugese afdelingen van de Orde der Franciscanen en de Orde van de Dominicanen. 
In november 1220 stierf Urraca. Ze werd bijgezet in het klooster van Alcobaça.

## Nakomelingen
Urraca en haar echtgenoot Alfons II kregen vijf kinderen:
- Sancho II (1209-1248), koning van Portugal
- Alfons III (1210-1279), koning van Portugal
- Eleonora (1211-1231), huwde in 1229 met Waldemar, oudste zoon van koning Waldemar II van Denemarken
- Ferdinand (1217-1246), heer van Serpa
- Vincent (1219)